# Сикиес
Сикиѐс (на гръцки: Συκιές, катаревуса Συκιαί, Сикие) е северно предградие на град Солун, Гърция. Център е на дем Неаполи-Сикиес и населението му е 41 726 жители (2001). Площта му е 7,982 km2, а гъстотата на населението е 5228 жители/km2.